# Железнодорожный блокпост № 47
№ 47, Блокпост № 47 — упразднённый железнодорожный блокпост (населённый пункт) в Называевском районе Омской области России. Входит в Покровское сельское поселение. Исключен из учетных данных в 2019 году.

## География
Расположен на западе  региона, в пределах Ишимской равнины, являющейся частью Западно-Сибирской равнины. 

## История
Основан в 1914 г. В 1928 г. состоял из 7 хозяйств, основное население — русские. В составе Сибирского сельсовета Называевского района Омского округа Сибирского края..
В соответствии с Законом Омской области от 30 июля 2004 года № 548-ОЗ «О границах и статусе муниципальных образований Омской области» населённый пункт вошёл в состав образованного  Покровского сельского поселения.

## Население
| 1926 | 2002 | 2010 |
| ---- | ---- | ---- |
| 27   | ↘22  | ↘0   |

## Инфраструктура
Действовал железнодорожный путевой пост.